# Bernd Krause (Mediziner)

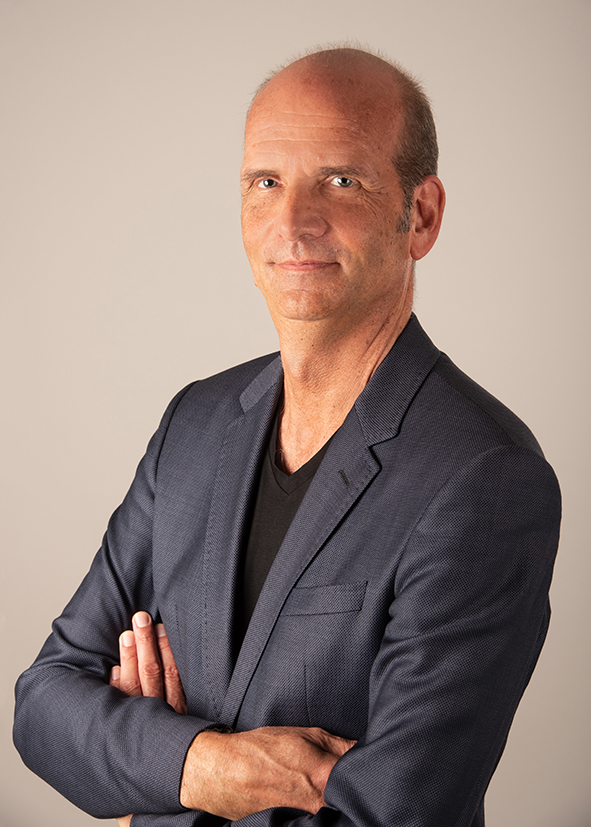
Bernd Krause (2021)

Joachim Bernd Krause (* 14. Juli 1965 in Frankfurt am Main) ist ein deutscher Nuklearmediziner. Die Universität Rostock berief ihn 2011 auf den Lehrstuhl für Nuklearmedizin. Seit dem 1. Oktober 2024 ist er Dekan und Wissenschaftlicher Vorstand der Universitätsmedizin Rostock.

## Leben
Bernd Krause ist der Sohn des Studiendirektors Walter Joachim Krause (1925–2021) und seiner Ehefrau Eva-Maria Krause geb. Kretschmar (* 1928). In Königstein im Taunus aufgewachsen, besuchte er die Bischof-Neumann-Schule in Königstein und die Altkönigschule in Kronberg. Dort bestand er 1985 die Abiturprüfung. Ab 1985 studierte er an der Johann Wolfgang Goethe-Universität Frankfurt am Main Humanmedizin. 1990/91 war er Promotionsstipendiat am Service Hospitalier Frédéric Joliot (SHFJ) des Commissariat à l’énergie atomique (Michel Bourguignon) in Paris. 1991/92 war er als Research Fellow bei Henry N. Wagner an der Johns Hopkins Medical School. 1993 wurde er in Frankfurt zum Dr. med. promoviert. Seine klinische Ausbildung erhielt er 1993–1998 bei Gustav Hör an der Klinik und Poliklinik für Nuklearmedizin am Universitätsklinikum Frankfurt der Johann Wolfgang Goethe-Universität und der Klinik für Nuklearmedizin am Universitätsklinikum Düsseldorf der Heinrich-Heine-Universität Düsseldorf an den beiden Standorten Düsseldorf und auf dem Gelände des Forschungszentrums Jülich (Hans-Wilhelm Müller). Er legte 1998 seine Facharztprüfung ab und habilitierte sich 2000 im Fach Nuklearmedizin. 2003 nahm er den Ruf auf eine Universitätsprofessur (C3) an der Abteilung Nuklearmedizin, Radiologie III, Universitätsklinikum Ulm, in gleichzeitiger Funktion als leitender Oberarzt an. Von 2003 bis 2007 bekleidete er eine Gastprofessur an der Abteilung Radiologie II der Medizinischen Universität Innsbruck. Seit 2005 bei Markus Schwaiger im Klinikum rechts der Isar, wurde er 2006 zum apl. Professor für Nuklearmedizin der Technischen Universität München ernannt.

### Rostock
Krause wurde 2011 als Ordinarius und Direktor der Klinik und Poliklinik für Nuklearmedizin der Universitätsmedizin Rostock berufen. Von 2013 bis 2016 war er Ombudsmann der Universität Rostock. Ab 2014 war er Prodekan für Haushalt, Planung und Struktur und stellvertretender Dekan und wissenschaftlicher Vorstand der Universitätsmedizin Rostock. In diesen Funktionen wirkte er mit am Profilbildungsprozess der Medizinischen Fakultät der Universität Rostock, an der Etablierung und Inbetriebnahme der Core Facility Multimodale Kleintierbildgebung (CF-MKBG) der Universitätsmedizin Rostock und an der Ausarbeitung des baulichen Masterplans 2030 für die Universitätsmedizin Rostock. Zum 1. Oktober 2024 wurde er als Nachfolger von Emil Reisinger Dekan und Wissenschaftlicher Vorstand der Universitätsmedizin Rostock. Forschungsschwerpunkte von Bernd Krause sind Onkologie mit einem Fokus Uro-Onkologie, molekulare Bildgebung mit der PET-Hybridbildgebung, neuro-psychiatrische Nuklearmedizin und translationale molekulare Bildgebung. Eingehend befasste er sich mit der Geschichte der Universitätsmedizin Rostock.

### Ehrenämter

#### Deutsche Gesellschaft für Nuklearmedizin (DGN)
Mit der Übernahme des Vorsitzes des Ausschusses für klinisches Qualitätsmanagement (später Leitlinienausschuss) im Jahre 2011 nahm Bernd Krause erstmals eine offizielle Funktion in der DGN bis zum Jahr 2012 wahr. Ab dem Jahr 2013 war er Mitglied des Vorstandes der DGN, 2013–2015 Vizepräsident, verbunden mit der Tätigkeit des Ausschusskoordinators. Von 2016 bis Juni 2021 war er Präsident der DGN. In seiner Vorstandstätigkeit wurden neue Ausschüsse gegründet, darunter die Ausschüsse Therapie (2013), Schilddrüse (2016), Dosimetrie (2017), Medizinphysik (2017) und Ethik (2019). Schwerpunkte seiner Tätigkeit waren in den Jahren der DGN-Vorstandsarbeit:
1. Leitlinienarbeit
2. die Vergütungsthematik für die Versorgung mit PET/CT
3. Satzungsänderung für die zukunftsorientierte Aufstellung der Fachgesellschaft verbunden mit einer Um- und Restrukturierung der DGN-Geschäftsstelle
4. Etablierung eines mehrjährigen Kongressvorstandsmitglieds für die Kongressstrategie
5. die Verhandlung der neuen Musterweiterbildungsordnung (MWBO) für das Fach Nuklearmedizin, das in der neuen MWBO 2018 mündete
6. die Beantragung der S3-Leitlinie Schilddrüsenkarzinom als federführende Fachgesellschaft, die zur Mandatsverteilung im Jahr 2018 führte
7. die Beantragung einer Erprobungsstudie nach §137 e SGB V für die Amyloid PET/Hybridbildgebung beim Gemeinsamen Bundesausschuss (G-BA)
8. die Initiierung der Phase III Studie mit Lu-177-PSMA-617 beim metastasierten kastrationsresistenten Prostatakarzinom, die im Juni 2021 mit positivem Ergebnis in The New England Journal of Medicine veröffentlicht wurde.

#### European Association of Nuclear Medicine (EANM)
Der Europäischen Fachgesellschaft war und ist Krause verbunden. 2010–2012 war er Mitglied im EANM Oncology Committee. 2013–2016 war er Mitglied des Vorstandes der EANM und diente während dieser Zeit als Koordinator der Komitees. In seiner Amtszeit wurden in der EANM das Thyroid Committee (2014) und das Radiation Protection Committee (2016) gegründet. Er war über die gesamte Zeit maßgeblich in die Entwicklung von Medizinischen Leitlinien involviert und von 2012 bis 2016 Mitglied des EANM/SNMMI Guideline Steering Committee (SNMMI – Society for Nuclear Medicine and Molecular Imaging). Von 2008 bis 2016 war er in der European School of Nuclear Medicine (ESNM), später European School for Molecular Imaging and Therapy (ESMIT), stark involviert. Er war darüber hinaus maßgeblich beteiligt an der Gestaltung des EANM Advanced PET/CT in Oncology Course (2010) sowie an der erfolgreichen Einführung des ersten E-Learning-Kurses 2012 (EANM Basic PET/CT Course). Er war ebenfalls Vorsitzender der Revisionsgruppe für die ESNM Kurse zur PET/CT in der Onkologie (2008 bis 2016) und Sektionsvorsitzender (Kurse in Wien) der ESNM (2014 bis 2016).

## Auszeichnungen und Mitgliedschaften
- 1990: Promotionsstipendiat der Französischen Regierung
- 1999: Mitglied der Deutschen Gesellschaft für Nuklearmedizin (DGN)
- 2010: Mitglied der European Association of Nuclear Medicine (EANM)
- 2012: Ombudsmann der Universität Rostock (bis 2014)
- 2014: Prodekan für Haushalt, Planung und Struktur der Universitätsmedizin Rostock
- 2014: Stellvertretender Dekan und wissenschaftlicher Vorstand der Universitätsmedizin Rostock
- 2018: Mitglied der Japanese German Radiologic Association (JGRA)

## Privates
Bernd Krause ist mit der Ärztin Gudrun Elisabeth Krause geb. Wittig verheiratet. Das Ehepaar hat drei Töchter und einen Sohn. Seit Jahrzehnten singt Krause in Chören, im Collegium Musicum Mainz (1992–1994), im Figuralchor Jülich (1997–1999), einzelne Projekte mit dem Overbacher Kammerchor (2000) und dem Aachener Kammerchor (1999–2010) und im Figuralchor Rostock (2011–2021).

## Veröffentlichungen (Auswahl)
- O. Sartor, J. de Bono, K. N. Chi, K. Fizazi, K. Herrmann, K. Rahbar, S. T. Tagawa, I. T. Nordquist, N. Vaishampayan, G. El-Haddad, C. H. Park, T. M. Beer, A. Armour, W. J. Pérez-Contreras, M. DeSilvio, E. Kpamegan, G. Gericke, R. A. Messmann, M. J. Morris, B. Krause: Lutetium-177-PSMA-617 for Metastatic Castration-Resistant Prostate Cancer. VISION Investigators. N Engl J Med 385 (2021), S. 1091–1103.
- K. Rahbar, H. Ahmadzadehfar, C. Kratochwil, U. Haberkorn, M. Schäfers, M. Essler, R. P. Baum, H. R. Kulkarni, M. Schmidt, A. Drzezga, P. Bartenstein, A. Pfestroff, M. Luster, U. Lützen, M. Marx, V. Prasad, W. Brenner, A. Heinzel, F. M. Mottaghy, J. Ruf, P. T. Meyer, M. Heuschkel, M. Eveslage, M. Bögemann, W. P. Fendler, B. Krause: German multicenter study investigating 177Lu-PSMA-617 radioligand therapy in advanced prostate cancer patients. J Nucl Med 58 (2017), S. 85–90.
- C. Meyer zum Büschenfelde, K. Herrmann, T. Schuster, H. Geinitz, R. Langer, K. Becker, K. Ott, M. Ebert, F. Zimmermann, H. Friess, M. Schwaiger, C. Peschel, F. Lordick, B. Krause: [18F]FDG-PET-guided salvage neoadjuvant radiochemotherapy of adenocarcinoma of the esophagogastric junction: the MUNICON II trial. J Nucl Med 52 (2011), S. 1189–1196.
- M. Souvatzoglou, K. Herrmann, A. W. Weber, T. Schuster, A. K. Buck, R. Nawroth, G. Weirich, U. Treiber, H. J. Wester, S. I. Ziegler, H. Senekowitsch-Schmidtke, M. Schwaiger, B. Krause: [11C]Choline as pharmacodynamic marker for therapy response assessment in a prostate cancer xenograft model. Eur J Nucl Med Mol Imaging 37 (2010), S. 1861–1868.
- M. Souvatzoglou, M. Tuncel, K. Herrmann, A. K. Buck, C. Praus, T. Schuster, H. Geinitz, U. Treiber, M. Schwaiger, B. Krause: The detection rate of [11C]Choline-PET/CT depends on the serum PSA-value in patients with biochemical recurrence of prostate cancer. Eur J Nucl Med Mol Imaging 35 (2008), S. 18–23.
- D. Schmidt, F. M. Mottaghy, J. Taylor, U. Halsband, H. Herzog, L. Tellmann, H.-W. Müller-Gärtner, B. Krause: Episodic retrieval activates the precuneus irrespective of the imagery content of word pair associates: a PET study. Brain 122 (1999), S. 255–263.
- mit Felix M. Mottaghy: Funktionelle Bildgebung mit PET und SPECT, in: Henrik Walter (Hrsg.): Funktionelle Bildgebung in Psychiatrie und Psychotherapie. Methodische Grundlagen und klinische Anwendungen. Schattauer, Stuttgart New York 2005.
- mit Thorsten D. Pöppel: Positronenemissionstomographie (PET), Einzelphotonen-Emissionstomographie (SPECT) und Nahinfrarot-Spektroskopie (NIRS) in der funktionellen Bildgebung des Gehirns, in: Günter Schiepek (Hrsg.): Neurobiologie der Psychotherapie. 2018.

## Herausgeber
- mit H.-W. Müller-Gärtner: Bildgebung des Gehirns und Kognition. ecomed Verlag, Landsberg (2003), ISBN 3-609-16146-9.
- mit A. K. Buck, M. Schwaiger: Onkologische Nuklearmedizin. ecomed Verlag, Landsberg (2007), ISBN 978-3-609-76308-8.
- mit M. Schäfers, F. A. Flachkamp, U. Sechtem, S. Achenbach, M. Schwaiger, G. Breithardt: Nichtinvasive kardiale Bildgebung (Begründet von G. Hör, B. J. Krause, H. Tillmanns: Kardiologische Nuklearmedizin. vollständig überarbeitete Neuauflage). ecomed Verlag, Landsberg (2008), ISBN 978-3-609-16282-9.